# 上野裕明
上野 裕明（うえの ひろあき）は、日本の実業家、技術者、理学博士。
田辺三菱製薬代表取締役社長を経て、日本製薬工業協会会長、日本製薬団体連合会副会長。

## 人物・経歴
愛知県出身。1981年東京工業大学工学部卒業。1983年同大学院理工学研究科化学工学専攻修了、三菱化成工業（のちの三菱ケミカル）入社。1992年理学博士（東京工業大学大学院生命理工学研究科）、スクリプス研究所ポストドクトラルフェロー。
2005年創薬創薬第4研究所（癌・肝疾患) 所長。2006年化学研究所所長。2007年創薬化学第二研究所（代謝&心循環器疾患）所長。2014年田辺三菱製薬執行役員。2015年日本薬学会医薬化学部会長。
2018年田辺三菱製薬常務執行役員。2019年取締役常務執行役員。2020年代表取締役社長、日本製薬工業協会副会長。2022年三菱ケミカルホールディングス執行役エグゼクティブバイスプレジデントファーマ所管、田辺三菱製薬代表取締役。2023年日本製薬工業協会会長、日本製薬団体連合会副会長。